# Шац Юрій Юхимович
Юрій Юхимович Шац (1897 — розстріляний 1 вересня 1937) — радянський партійний діяч, помічник начальника комбінату «Донбасвугілля», заступник завідувача відділу ЦК КП(б)У. Член Ревізійної Комісії КП(б)У в червні — серпні 1937 р.

## Біографія
Народився в єврейській родині. Член РКП(б) з 1919 року.
Перебував на відповідальній партійній роботі на Одещині.
На початку 1930-х років — заступник завідувача відділу ЦК КП(б)У.
У липні 1932 року — завідувач відділу кадрів Донецького обласного комітету КП(б)У. З 21 липня 1932 року — завідувач агітаційно-масового відділу Донецького обласного комітету КП(б)У.
З січня 1935 року — відповідальний секретар Ворошиловградського міського комітету КП(б)У Донецької області.
До липня 1937 року — помічник начальника комбінату «Донбасвугілля» в місті Сталіно.
У липні 1937 році заарештований органами НКВС. 25 серпня 1937 року засуджений до вищої міри покарання, розстріляний. Посмертно реабілітований у 1956 році.